# A IX-a Dinastie Egipteană
A IX-a Dinastie a condus în perioada 2160-2130 î.Hr. și împreună cu dinastiile a VII-a, a VIII-a, și a X-a poartă numele de grup Prima Perioadă Intermediară
Monarhi cunoscuți in Istoria Egiptului Antic ai celei de a IX a dinastii:
| Nume                        | Observații | Date    |
| --------------------------- | ---------- | ------- |
| Meryibre Khety (Achthoes I) | -          | 2160– ? |
| Meribre Khety II            | -          | ?       |
| Neferkare III               | -          | ?       |
| Nebkaure (Acthoes II)       | -          | ?       |
| Setut                       | -          | ?       |
| Wakhare Khety I             | -          | ?       |
| Merykare                    | -          | ?       |
| Wankhare Khety II           | -          | ?       |
| Menethoupe I                | -          | ?       |
| Wankhare Khety III          | -          | ?       |
| Khety II                    | -          | ?       |
| Khety II's daughter         | -          | ?       |
| Merikare's daughter         | -          | ? –2130 |